# Liste der Monuments historiques in Saint-Julia
Die Liste der Monuments historiques in Saint-Julia führt die Monuments historiques in der französischen Gemeinde Saint-Julia auf.

## Liste der Bauwerke
| Bezeichnung                | Beschreibung                        | Standort                       | Kennzeichnung | Schutzstatus | Datum     | Bild           |
| -------------------------- | ----------------------------------- | ------------------------------ | ------------- | ------------ | --------- | -------------- |
| Kirche Se-Agathe-St-Julien | Erbaut ab dem 14. Jahrhundert       | (Lage)                         | PA00094464    | Inscrit      | 1925 2009 | weitere Bilder |
| Porte du Cers              | Stadttor, erbaut im 16. Jahrhundert | Rue de la Porte du Cers (Lage) | PA00094465    | Inscrit      | 1926      |                |

## Liste der Objekte
- Monuments historiques (Objekte) in Saint-Julia in der Base Palissy des französischen Kultusministeriums